# Tetraonyx bilineata
Tetraonyx bilineata es una especie de coleóptero de la familia Meloidae.

## Distribución geográfica
Habita en Brasil.